# Serbische Davis-Cup-Mannschaft
Die serbische Davis-Cup-Mannschaft ist die Tennisnationalmannschaft Serbiens. Der Davis Cup ist der wichtigste Wettbewerb für Nationalmannschaften im Herren-Tennis, analog zum Fed Cup bei den Damen.

## Geschichte
Das serbische Team ist in den historischen Statistiken der Nachfolger der der Mannschaft Serbien und Montenegros im Davis Cup. Diese hatte erstmals 1995 teilgenommen. Serbien tritt seit 2007 als eigenständige Mannschaft an. Nach drei Halbfinals 1988, 1989 und 1991 konnte die Mannschaft 2010 erstmals ins Finale einziehen. Im Duell gegen Frankreich behielt das serbische Team die Oberhand und siegte in Belgrad knapp mit 3:2. 2013 zog die Mannschaft wieder ins Finale ein. Vor heimischem Publikum in Belgrad unterlag sie Tschechien mit 2:3. 
Erfolgreichster Spieler ist Nenad Zimonjić, der 41 Spiele gewinnen konnte. Mit 51 Teilnahmen innerhalb von 21 Jahren ist er gleichzeitig Rekordspieler.
| Jahr        | Name des Landes                       | Gespielte Jahre | Gespielte Partien | Jahre in der Weltgruppe |
| ----------- | ------------------------------------- | --------------- | ----------------- | ----------------------- |
| 1995 – 2003 | Föderative Republik Jugoslawien (FRJ) | 9               | 25 (17:8)         | 0                       |
| 2004 – 2006 | Serbien und Montenegro (SCG)          | 3               | 8 (6:2)           | 0                       |
| 2007 –      | Serbien (SRB)                         | 10              | 23 (17:6)         | 9                       |
| 1995 –      | Insgesamt                             | 22              | 56 (40:17)        | 9                       |

## Finalteilnahmen
Die Ergebnisse der Finalteilnahmen werden aus serbischer Sicht angegeben.
| Jahr | Finalort | Finalgegner | Ergebnis |
| ---- | -------- | ----------- | -------- |
| 2010 | Belgrad  | Frankreich  | 3:2      |
| 2013 | Belgrad  | Tschechien  | 2:3      |